# William Attaway
William Alexander Attaway (19 de noviembre de 1911-17 de junio de 1988) fue un afroestadounidense, escritor de breves narraciones, ensayista, escritor de canciones, dramaturdo y guionista cinematográfico.

## Biografía

### Primeros años
Attaway nació el 19 de noviembre de 1911 en Greenville, Mississippi, hijo de William S. Attaway, médico y fundador de la Asociación Nacional de Seguros Negro, y de Florence Parry Attaway, una maestra de escuela. Cuando Attaway tenía seis años, se mudó con su familia a Chicago, Illinois , como parte de la "Gran Migración", escapando de la segregación del Sur.

### Educación
En Chicago, Attaway se mostró poco intersado en la escuela hasta que le fue asignado un poema escrito por Langston Hughes . Una vez que se enteró de que Hughes era un poeta negro, Attaway decidió dedicarse de lleno a su trabajo escolar. Incluso disfrutaba tanto escribiendo que escribía para los grupos dramáticos de aficionados en los que participaba su hermana de Ruth.
Después de graduarse de la escuela secundaria, Attaway se matriculó en la Universidad de Illinois. Allí, fue campeón universitario de tenis. A pesar de que lo estaba haciendo bien en la universidad, con la muerte de su padre Attaway dejó los estudios y se convirtió en un trabajador itinerante durante dos años. Durante estos años trabajó como vendedor, organizador laboral, marinero, y comenzó a recoger material para sus obras posteriores.
Después de obtener su licenciatura (1935) en la Universidad de Illinois y de haber publicado "The Tale of the Blackamoor" en Challenge , viajó por los Estados Unidos hasta establecerse en la ciudad de Nueva York.

### Familia y vida personal
Attaway se casó en 1962 con una mujer llamada Frances Settele. Vivieron en Barbados durante once años con sus dos hijos, Bill y Noelle. Frances Attaway era una mujer blanca originaria de Nueva York. Tuvieron un largo noviazgo de veinte años antes de hacer pública y oficial la relación por el problema de la tensión racial, presente hasta la década de 1960. A pesar del MLK, movimiento por los derechos civiles en Estados Unidos, Frances y William se trasladaron con su familia al Caribe para escapar de las turbulencias raciales y amenazas de muerte. Frances y William tuvieron dos hijos, Noelle y William.
La hija de William Attaway, Noelle, recuerda a Martin Luther King, Jr. llamar a William Attaway "un luchador compañero de la libertad" y a ambos marchando al lado del otro durante el movimiento de derechos civiles.

### Muerte
Durante sus últimos años Attaway vivió en Los Ángeles, California , escribiendo guiones cinematográficos. Murió el 17 de junio de 1986 de un fulminante infarto.

## Carrera literaria
En 1935, Attaway comenzó a trabajar en su primer proyecto ayudando a escribir para el Proyecto Federal de Escritores de Illinois. Mientras trabajaba en este proyecto se convirtió en buen amigo de Richard Wright, otro novelista próximo a la fama. Después de su primer proyecto Attaway regresó a la Universidad de Illinois y recibió su grado. Luego se mudó a Nueva York, donde su drama Carnaval fue producido.
Su primer cuento, "La sombra del Blackamoor", fue publicado en 1936. Entre trabajos, tuvo varias ocupaciones ocasionales e incluso trató de actuar con su hermana Ruth. Más tarde Ruth se convirtió en una actriz exitosa de Broadway, y ella ayudó a impulsar la carrera de Attaway. En 1939 fue publicada la primera novela de Attaway,Let Me Breathe Thunder. Luego Attaway comenzó a trabajar en su segunda y última novela, Blood on the Forge .
Después de Blood on the Forge , Attaway comenzó a escribir canciones, guiones cinematográficos y libros sobre música. Sus principales obras incluyen Calypso Song Book y Hear America Singing. . Attaway y Irving Burgie escribieron juntos la famosa canción Day-O ( Banana Boat Song) para el cantante de Calipso, Harry Belafonte . En la década del `50, Attaway comenzó a escribir para radio, televisión y cine. Él fue el primer afroamericano en escribir guiones para cine y televisión. Escribió para programas como Wide Wide World y Colgate Hour.
A pesar de tener publicaciones aprobados por la crítica, el trabajo de Attaway nunca ganó la fama que gozan algunos otros autores afroamericanos, por ejemplo, Richard Wright, cuyo Hijo nativo fue publicado en 1940.

## Música Popular

### Calypso Song Book
En Calypso Song Book, Attaway describe " Calipso (música), la música de la India Occidental, está disfrutando de un gran avivamiento entre todo tipo de amantes de la música, de los estudiantes serios de la música folklórica en los clubes nocturnos, en las sofisticadas audiencias de teatro y en los seguidores del Hit Parade ". Attaway sosiene además que "Calypso se puede dividir en dos categorías: el soporte de forma, por canciones sin sentido en su mayoría, y la balada, la forma más común de temas serios. Sin embargo, Attaway admite "el humor es una parte necesaria de cualquier canción Calypso." Cada canción no sólo tiene partituras en Calypso Song Book  pero también tiene una breve narración, excepto dos canciones: una proporcionada por Attaway justo al lado del título  y la otra en una ilustración de William Charmatz.

### Hear America Singing
George P. Weick en Harlem Renaissance Lives  señala que en 1967 Attaway publicó una recopilación de música popular representante de Estados Unidos para niños, incluyendo el comentario histórico Hear America Singing . Harry Belafonte en la introducción   de Hear America Singing  escribe que el canto popular ya no es un deporte de espectadores, es una parte esencial del crecimiento. La música folclórica es exactamente la música de la gente; no de los individuos, sino a todo el pueblo. Belafonte dice que el término "popular" se aplicó originalmente solo a los campesinos y agricultores del Viejo Mundo, quienes nunca habían aprendido a leer ni a escribir. La evolución de la democracia expandió lentamente el significado del mundo, hasta volverse entendible para todas las personas orgullosas y comunes.
En el capítulo cuatro  - We Were Always Growing-, Attaway describe una de las canciones-Always "Greensleeves"- como continuadora. La canción popular (música folk) como regla siempre está en un proceso de cambio. Pero toda regla tiene su excepción. Esta fue una canción folclórica que sobrevivió por varios siglos. Descendió de la Inglaterra Isabelina a la actual América sin ser reescrito. Attaway expresa que su tema era el amor romántico y por esto seguía siendo un favorito de los peregrinos y los puritanos. Los hombres fronterizos también aprendieron esta canción tanto como pudieran, en su forma original. Simplemente era demasiado hermosa para cambiar.

## Escritura de guiones
De acuerdo con Harlem Renaissance Vives, Ruth, la hermana de Attaway le ayudó a entrar en el mundo del teatro; Attaway también actuó en varias producciones, incluyendo el viaje de producción de George S. Kaufman en 1939 You Can't Take It With You (PP 23) y One Hundred Years of Laughter, un especial de televisión de humor negro, uno de sus más importantes guiones que se emitió en 1966. Attaway fue considerado en 1981 como guionista para la película Grambling's White Tiger dirigida por Roots y el actor Georg Stanford Brown.

## Obras

### Literatura
- Carnaval (1935)
- Déjame respirar Thunder (1939)
- Sangre en la forja (1941)
- Libro de Canciones de Calypso (1957)
- Escuchar a América cantar (no ficción) (1967)
- Desde estas colinas, desde estos valles: ficción seleccionada sobre el oeste de Pennsylvania . (Algunas de las obras Attaways fueron destacadas en esta colección, a pesar de no ser el único ni el principal autor).

## Estilo y temas

### Crisis racial y ecológica
William Attaway mantuvo como principales temas de su escritura la crisis racial y ecológica, especialmente en su novela Sangre en la fragua. Allí representó las dificultades de la comunidad negra durante la Gran Migración Negra, que Attaway experimentó cuando él y su familia se mudaron a Chicago, Illinois en 1916. Sangre en la fragua se basa en la vida de tres hermanos para describir la batalla que la comunidad afroamericana sufrió para lograr la aceptación y la igualdad. Su vívida representación de La Gran Migración les da a los lectores una honesta visión de las luchas de la comunidad afroamericana, ya que tuvieron que trasladarse fuera del Sur de los Estados Unidos para luchar por una vida mejor que no se les garantizaba.

### Muerte del blues
Al centrarse en las experiencias de los hermanos Moss en Sangre en la fragua , Attaway efectivamente dramatiza la pérdida de la cultura popular que acompañó a la Gran Migración del Sur rural al Norte industrial, en este caso, las fábricas de acero de Pennsylvania, alrededor de la Primera Guerra Mundial. Aunque siendo una manera de involucrarse de caracterización simbólica e imaginería, Attaway elabora un examen de lo que podría llamarse la muerte de los blues como representante de la cultura popular.

## Legado
El legado literario de Attaway recae principalmente en su novela Sangre en la Fragua, que ha sido considerada como la mejor representación de la época de la Gran Migración en la Literatura Americana. Attaway tiene un lugar importante entre los escritores afroamericanos de principios del siglo 20; la reimpresión de Sangre en la Fragua en 1993 ha llamado nuevamente la atención de la crítica y del público.